# 精算
| ウィキペディアには「精算」という見出しの百科事典記事はありません（タイトルに「精算」を含むページの一覧/「精算」で始まるページの一覧）。 代わりにウィクショナリーのページ「精算」が役に立つかもしれません。 |

- 金額を細かく計算したり、過不足の調整をすること。
  - 電車などを乗り越した際、超過分を含めた正規の料金で算出すること（また支払った額の中から釣り銭などを出すこと）